# Susanne Ussing
Susanne Ussing (* 29. November 1940 bei Frederiksborg; † 8. März 1998 in Gentofte) war eine dänische Architektin und Künstlerin.

## Leben
Als Tochter des Architektenehepaars Elsebeth (geb. Lind) und Kjeld Jull Ussing wird Susanne Ussing am 29. November 1940 bei Frederiksborg geboren.
1955 bis 59 lernt sie an einer Kunsthandwerkerschule und kommt 1960 an eine Architekturschule. Im selben Jahr heiratet sie den Journalisten Torben Schmidt und bringt ihren Sohn Nicolai zur Welt. 1963 zieht die Familie für ein Jahr nach Italien. 1964 hat sie ihre erste größere Ausstellung mit keramischen Arbeiten in ihrer eigenen Boutique. 1968 zieht sie mit ihrem ehemaligen Studienkollegen Carsten Hoff zusammen. 1969 wird die Ehe mit Torben Schmidt geschieden. Größerer Erfolg stellt sich mit den Ausstellungen Sanserum 1–6 (Sinnraum 1-6) 1968 bis 1971 ein. 1969 bis 1973 unterrichtet sie Raumwahrnehmung zusammen mit Hoff an einer Architekturschule. 1977 stirbt zunächst ihr Vater, wenige Monate später auch ihre Mutter. 1983 vermählt sie sich mit dem Architekten Carsten Hoff.
1984 verbrennt ein großer Teil ihrer Papierarbeiten in ihrem Atelier. 1987 findet im Nordjyllands Kunstmuseum eine große retrospektive Ausstellung ihres Werkes 1957–87 statt. 1988 bekommt sie zusammen mit Hoff den Nykredits Arkitekturpris und bald darauf wird ihr die Eckersbergs Medaille verliehen.